# 鲍比·V
鲍比·威尔逊（Bobby Wilson，1980年2月27日—），以其艺名鲍比·V（Bobby V）知名，是美国音乐人。他的昵称“瓦伦蒂诺”（Valentino）是因为根据预产期推算，他应该在情人节那天出生，而在英国，由于卷入同一位名叫“鲍比·瓦伦蒂诺”的音乐家的官司，他被称为鲍比·V-蒂诺（Bobby V-Tino）。 

## 音乐作品
- 《Bobby Valentino》 (2005)
- 《Special Occasion》 (2007)
- 《The Rebirth》 (2009)
- 《Fly on the Wall》 (2011)
- 《Dusk Till Dawn》 (2012)

## 奖项
- 有色人种促进协会形象奖
  - 2006年，杰出新人 （提名）

- 灵魂列车音乐奖（英语：Soul Train Awards）
  - 2006年，最佳R&B/灵魂乐单曲 - 男歌手：《Slow Down》 （提名）
  - 2006, Best R&B/Soul or Rap New Artist （提名）

- 《Vibe》杂志奖（Vibe Awards）
  - 2005年，Reelest Video：《Pimpin' All Over the World》 （提名）

- 都市音乐奖（英语：Urban Music Awards）
  - 2009年，最佳音乐录音带：《Mrs Officer》 （提名）
  - 2009年，最佳R&B音乐 （获奖）
  - 2009年，最佳男歌手 （获奖）